# 第831戦術航空旅団 (ウクライナ空軍)
第831戦術航空旅団 (ウクライナ語: 831-ша Миргородська бригада тактичної авіації) は、ウクライナ空軍の航空部隊。中部航空管区隷下。

## 歴史
1992年1月13日、前身である第831戦闘航空連隊はウクライナ国民に対して忠誠の宣誓を行った。

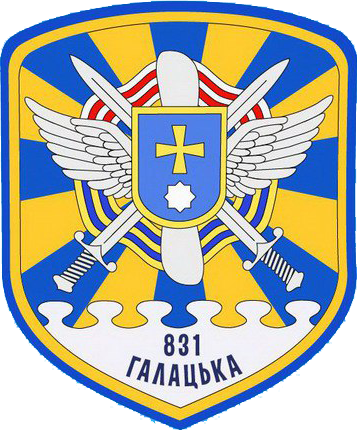
旧・第831戦術航空旅団章

1998年、旅団のイワン・チェルネンコ大佐が操縦するSu-27UBが大西洋横断飛行を行い、米国シーモア・ジョンソン空軍基地まで飛行した。

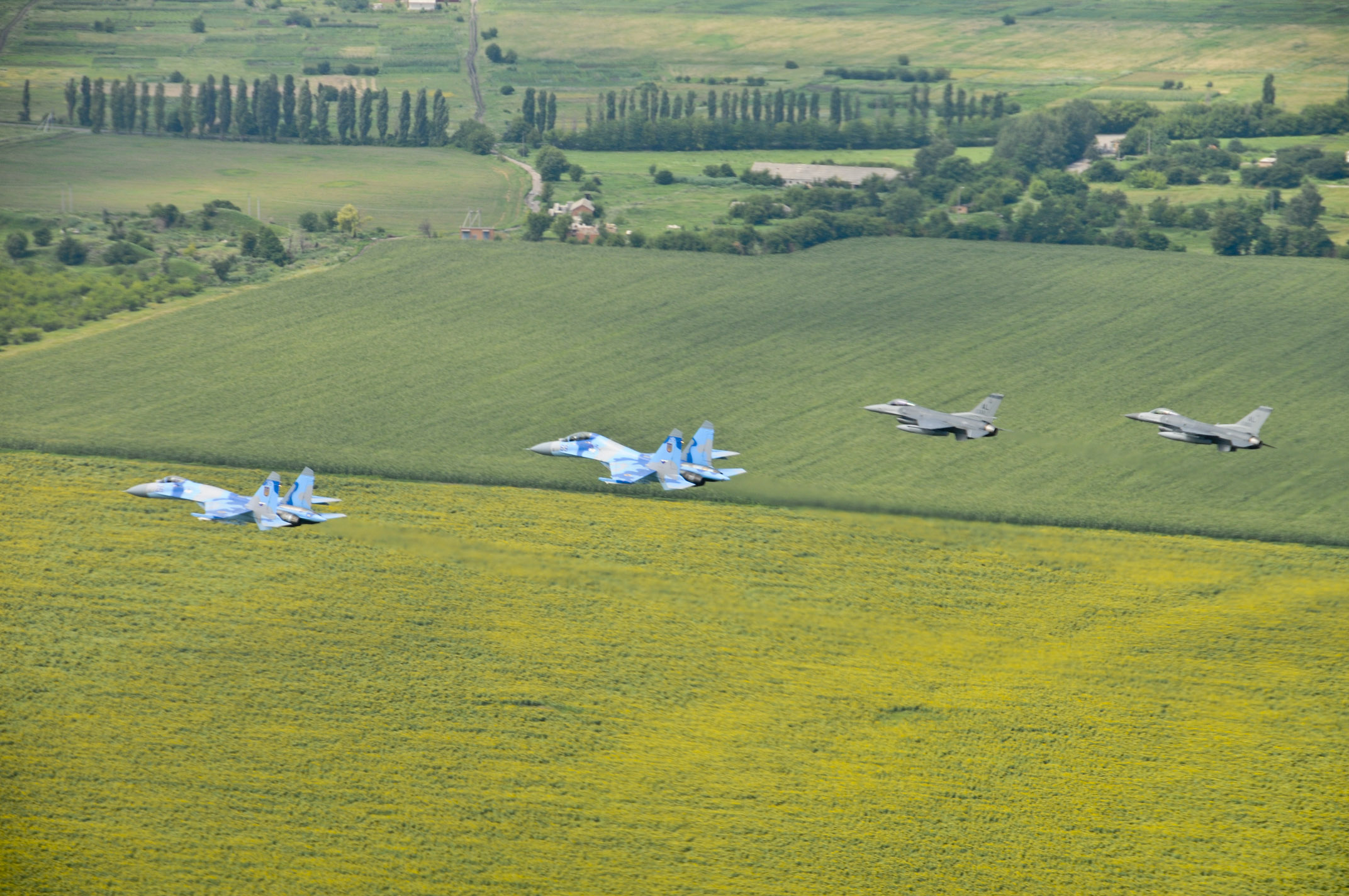
2011年、米空軍第144戦闘航空団との共同演習

2011年7月19日から26日にかけて、ウクライナ・アメリカ・ポーランドの共同軍事演習「セーフ・スカイズ - 2011」に参加した。演習中、第831戦術航空旅団のパイロットはカリフォルニア空軍州兵第144戦闘航空団のパイロットと上空で交流した。
2015年、旅団は即応部隊の一部となり、防空戦闘任務に就いている。部隊の3機がオデーサのシキルヌイ飛行場に拠点を置いている。
2016年2月10日、ペトロ・ポロシェンコ大統領は旅団のSu-27（b/n 50Blue）をワシル・ニキフォロフ中将にちなんで命名した。

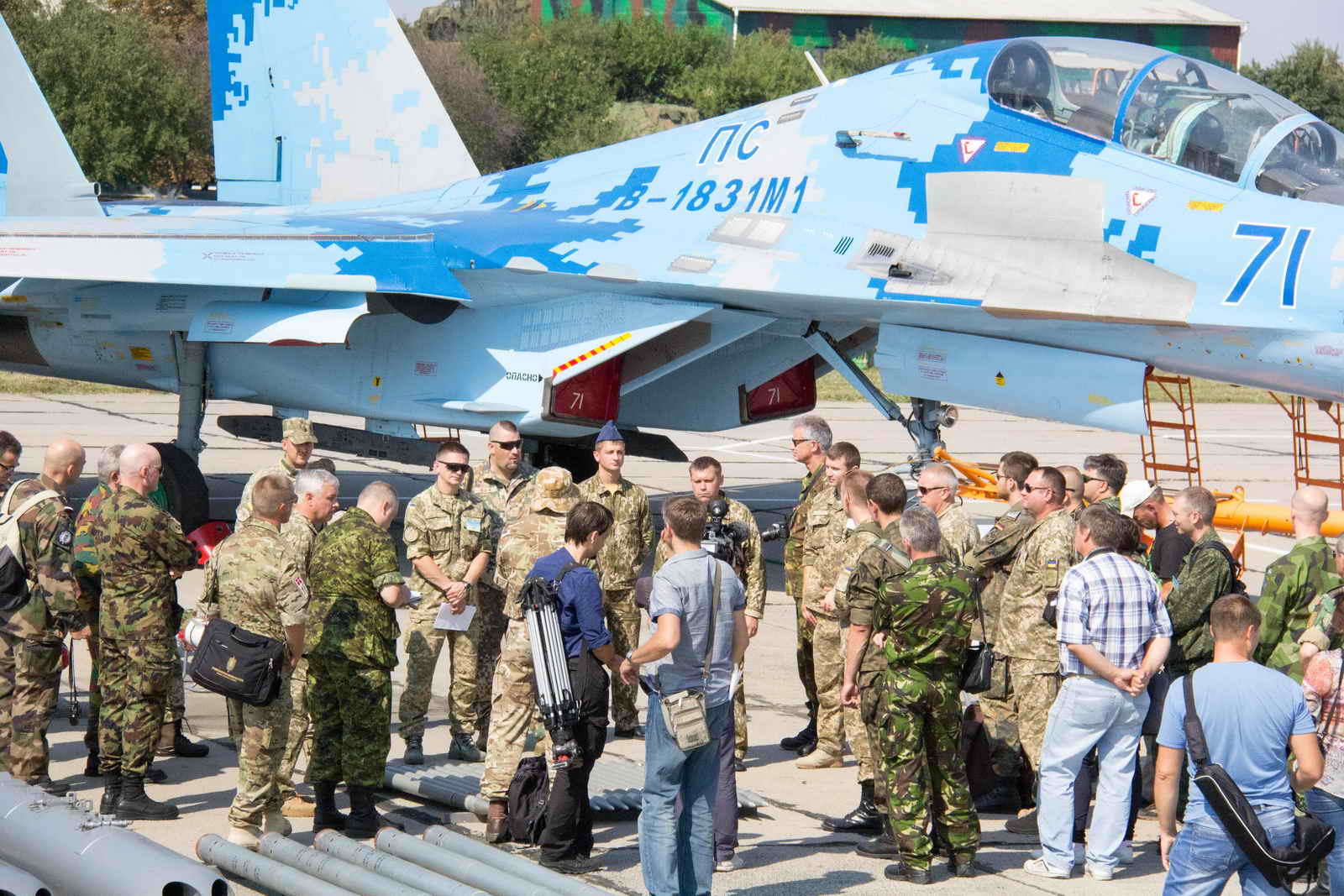

2016年9月3日〜4日、ウクライナ空軍の代表団はチェコのフラデツ・クラロヴェーで行われた航空ショーCIAF-2016に参加した。オレクサンドル・オクサンチェンコ大佐率いる第831旅団所属のパイロットは、Su-27PM1戦闘機(b/n 58)で曲技飛行を行い最も優れたパイロットとして認められた。第831旅団の別の航空機Su-27UBM1（b/n 71）も航空ショーに参加した。
2017年7月15日、Su-27PM1 (b/n 58) および Su-27UBM1 (b/n 71) 航空機に搭乗する第 831 戦術航空旅団のパイロットが、ロイヤル・インターナショナル・エア・タトゥーの「NATOパートナー国の中で最も優れた曲技飛行」のノミネートで受賞者となった。
2017年9月2日、CIAF-2017航空ショーがチェコのフラデツ・クラロヴェーで開催されました。第831戦術航空旅団飛行訓練副司令官オレクサンドル・オクサンチェンコ大佐は、自身のプロフェッショナルレベルを確認し、「完璧な最高のダイナミックスな飛行に対して」の賞を受け取った。
2018年10月16日、多国籍演習「クリアスカイ-2018」の最中、旅団のSu-27（b/n 70Blue）が訓練飛行中に墜落した。事故はヴィーンヌィツャ州ウラニウ村近くの畑で発生した。飛行機のパイロットのイワン・ペトレンコ大佐（東部航空管区航空部長兼副司令官）と米空軍州兵軍人が死亡した。
2019年7月19日から21日まで、イギリスフェアフォード空軍基地でロイヤル・インターナショナル・エア・タトゥーが行われた。ウクライナからはIL-76MD輸送機と旅団のSu-27が参加した。ユーリー・ブラフカによって曲技飛行が行われた。
2022年6月15日、ウォロディミル・ゼレンスキー大統領より、勇気と勇敢さに対する栄誉賞を授与された。
2024年8月2日、ゼレンスキー大統領より、名誉称号「ミルホロドスク」を授与された。

## 編成
- 本部
- 第1航空飛行隊
- 第2航空飛行隊
- 通信および無線技術支援大隊
  - 通信部隊
  - 無線技術サポート部隊
  - 自動制御機器センター
- 飛行場整備大隊
  - 物資支援部隊
  - 飛行場運営部隊
  - ガス供給グループ
- 消防小隊
- 医療センター